# هيلين كوستيلو
هيلين كوستيلو (بالإنجليزية: Helene Costello)‏ هي ممثلة أمريكية، ولدت في 21 يونيو 1906 بنيويورك في الولايات المتحدة، وتوفيت في 26 يناير 1957 في الولايات المتحدة بسبب سل.

## وصلات خارجية
- هيلين كوستيلو على موقع IMDb (الإنجليزية)
- هيلين كوستيلو على موقع روتن توميتوز (الإنجليزية)
- هيلين كوستيلو على موقع أول موفي (الإنجليزية)
- هيلين كوستيلو على موقع قاعدة بيانات الفيلم (الإنجليزية)